# Bilskirnir (band)
Bilskirnir is een Duitse eenmans NSBM-band uit Hessen. 
De band is in 1996 opgericht door Widar. Bilskirnir is de naam van het paleis van Thor in de Noorse mythologie.

## Bezetting

### Huidige bezetting
- Widar

## Discografie

### Studioalbums en compilaties
- 2001 For Victory We Ride/...bis Germanien erwacht (compilatie)
- 2002 In Flames of Purification (album)
- 2003 Atavismus Des Glaubens (album)
- 2004 Furor Teutonicus (compilatie)

### Ep's, splits en mcd's
- 2001 For the Return of Paganism (ep)
- 2002 Bilskirnir / Szálasi (split)
- 2003 Bilskirnir / Nordreich (split)
- 2003 Totenheer/Rammbock (split)
- 2004 Ahnenerbe (ep)
- 2005 Hyperborea (ep)
- 2006 Wolfswut (ep)
- 2007 Allied By Heathen Blood (split)

### Demo's
- 1997 For Victory We Ride (demo)
- 2000 Bis Germanien Erwacht (demo)
- 2001 Feuerzauber (demo)
- 2002 Vorväter (demo)